# Gimmeldingen
Gimmeldingen is een plaats in de Duitse gemeente Neustadt an der Weinstraße, deelstaat Rijnland-Palts, en telt 2636 inwoners (2004).

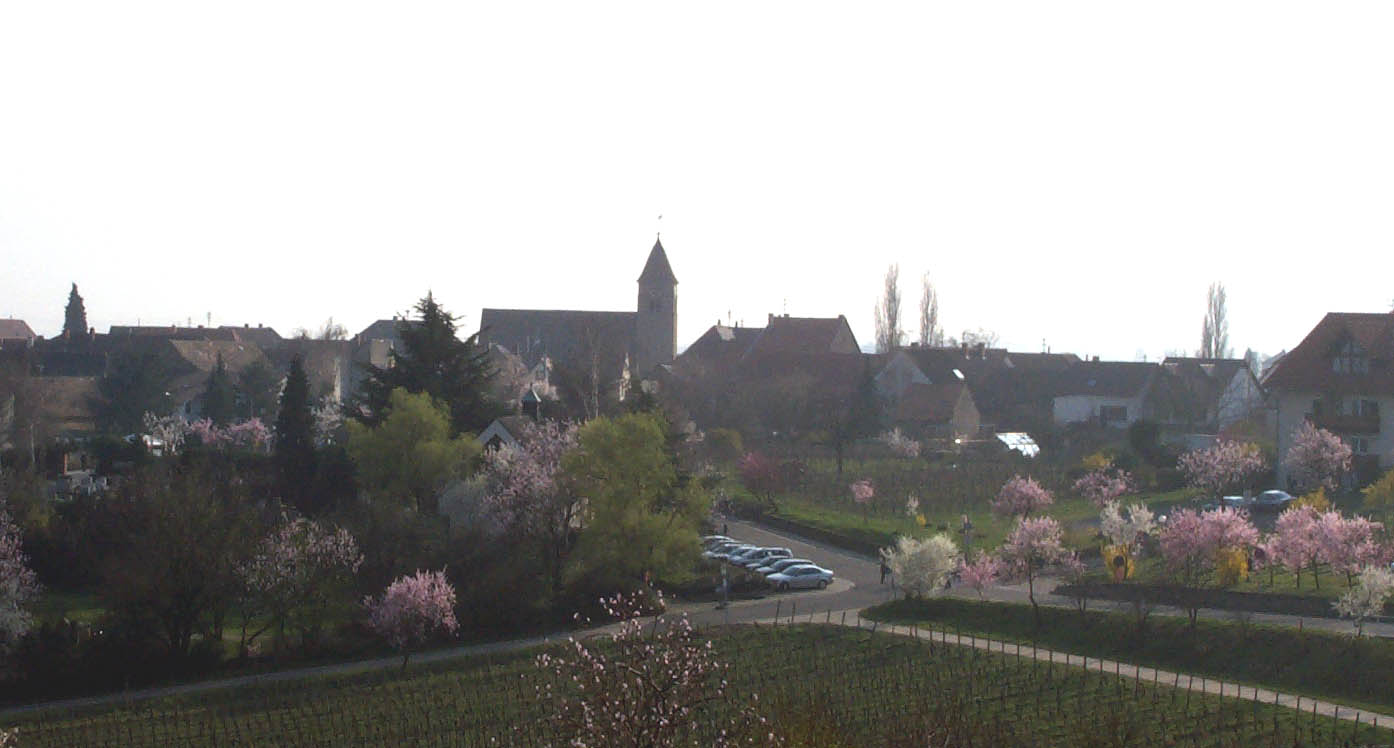
Dorp Gimmeldingen

Diedesfeld · Duttweiler · Geinsheim · Gimmeldingen · Haardt · Hambach · Königsbach · Lachen-Speyerdorf · Lobloch · Mußbach · Winzingen